# St. Ägidien (Colditz)

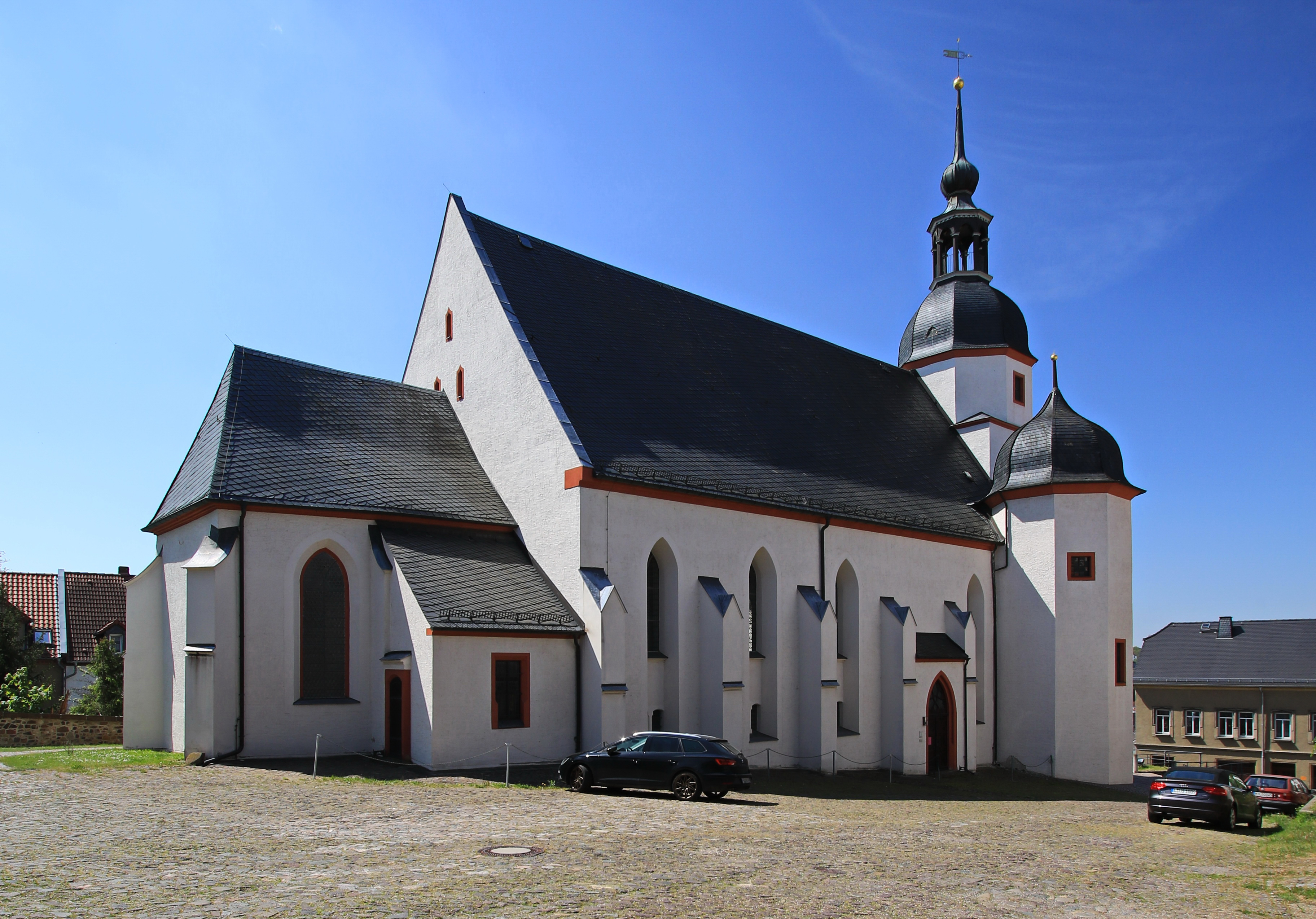
Stadtkirche St. Ägidien (2020)

Die evangelische Stadtkirche St. Ägidien (auch: St. Egidien) ist eine gotische Saalkirche in Colditz im Landkreis Leipzig in Sachsen. Sie gehört zur Kirchengemeinde Colditz im Gemeindeverband Colditzer Muldenland der Evangelisch-Lutherischen Landeskirche Sachsens.

## Geschichte und Architektur
Die erhöht gelegene große Saalkirche bildet mit der am Kirchweg gelegenen Alten Knabenschule und dem Alten Diakonat ein malerisches Ensemble. Sie wurde erstmals als Stadtkirche im Jahr 1268 erwähnt und im Jahr 1429 durch Brand zerstört, wobei der Turm und der Chor vermutlich erhalten blieben. Ein erneuter Brand ist für das Jahr 1504 überliefert, danach erfolgte eine Wiederherstellung. Der ursprünglich als Wehrturm konzipierte Turm wurde im Jahr 1563 erhöht. Eine eingreifende Veränderung des Saales erfolgte 1596, ein Anbau des Treppenturms 1704–1707. Eine weitere Erneuerung erfolgte 1811, wobei der Turm seine heutige Gestalt erhielt. Im Jahr 1876 wurde die Kirche renoviert und dabei die Seitenkapelle angebaut. Weitere Restaurierungen erfolgten im Jahr 1931 (durch Otto Rometsch) sowie in den Jahren 1971 und 1986 im Innern.
Die Kirche ist ein verputztes Steinbauwerk, der Chor endet in einem dreiseitigen Schluss mit Strebepfeilern. Der Westturm und der Treppenturm werden durch geschweifte Hauben abgeschlossen. Das Innere ist flach gedeckt, der Chor mit einem Netzgewölbe, die Torhalle mit einem Sterngewölbe abgeschlossen. An drei Seiten sind Emporen aus dem Jahr 1876 eingebaut.

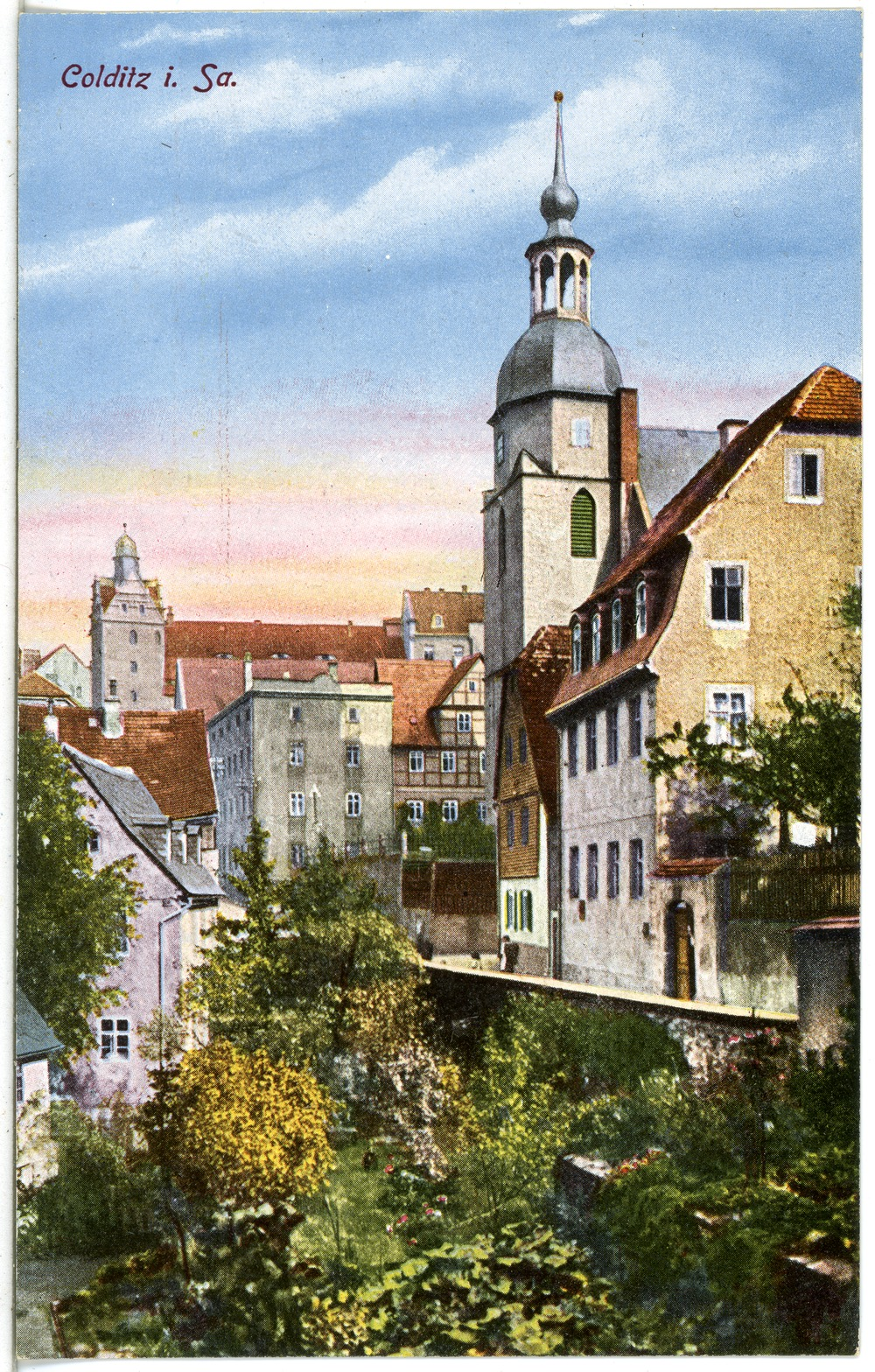
Schlossgasse mit Kirche und Schloss (1920)
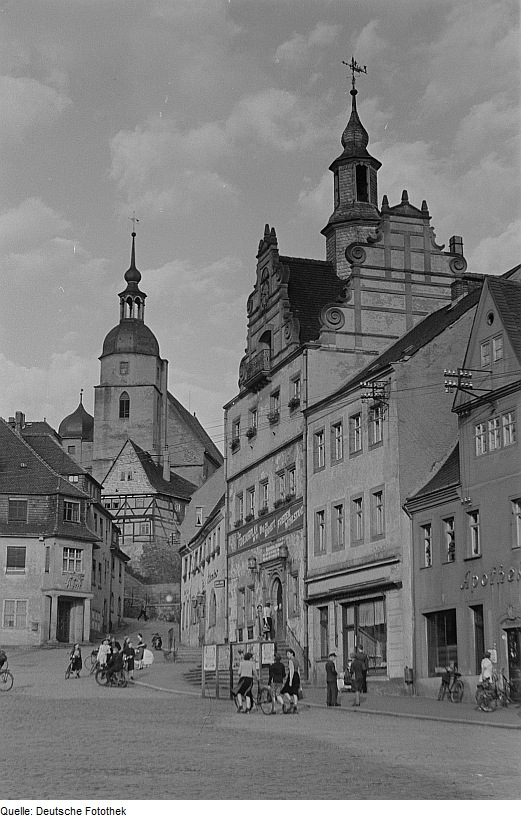
Kirche St. Ägidien vom Markt aus (1952)
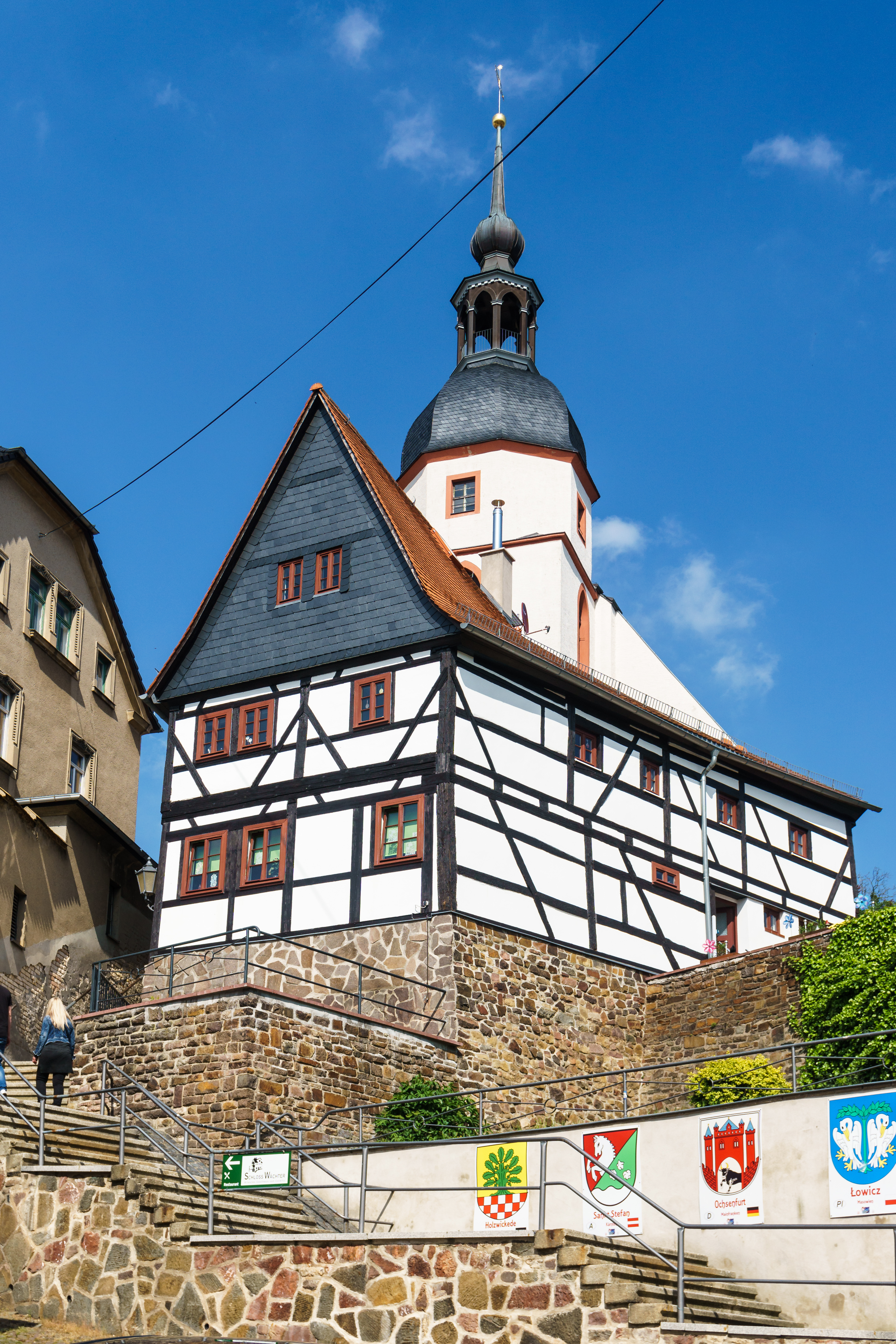
Kirche mit Altem Diakonat (2019)
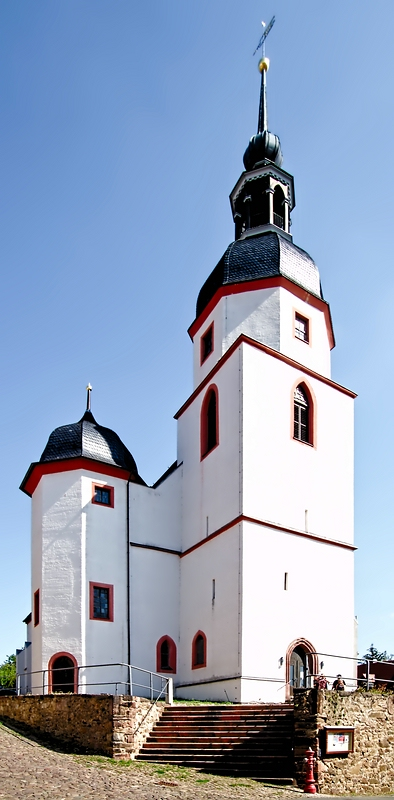
Ansicht von Nordwesten
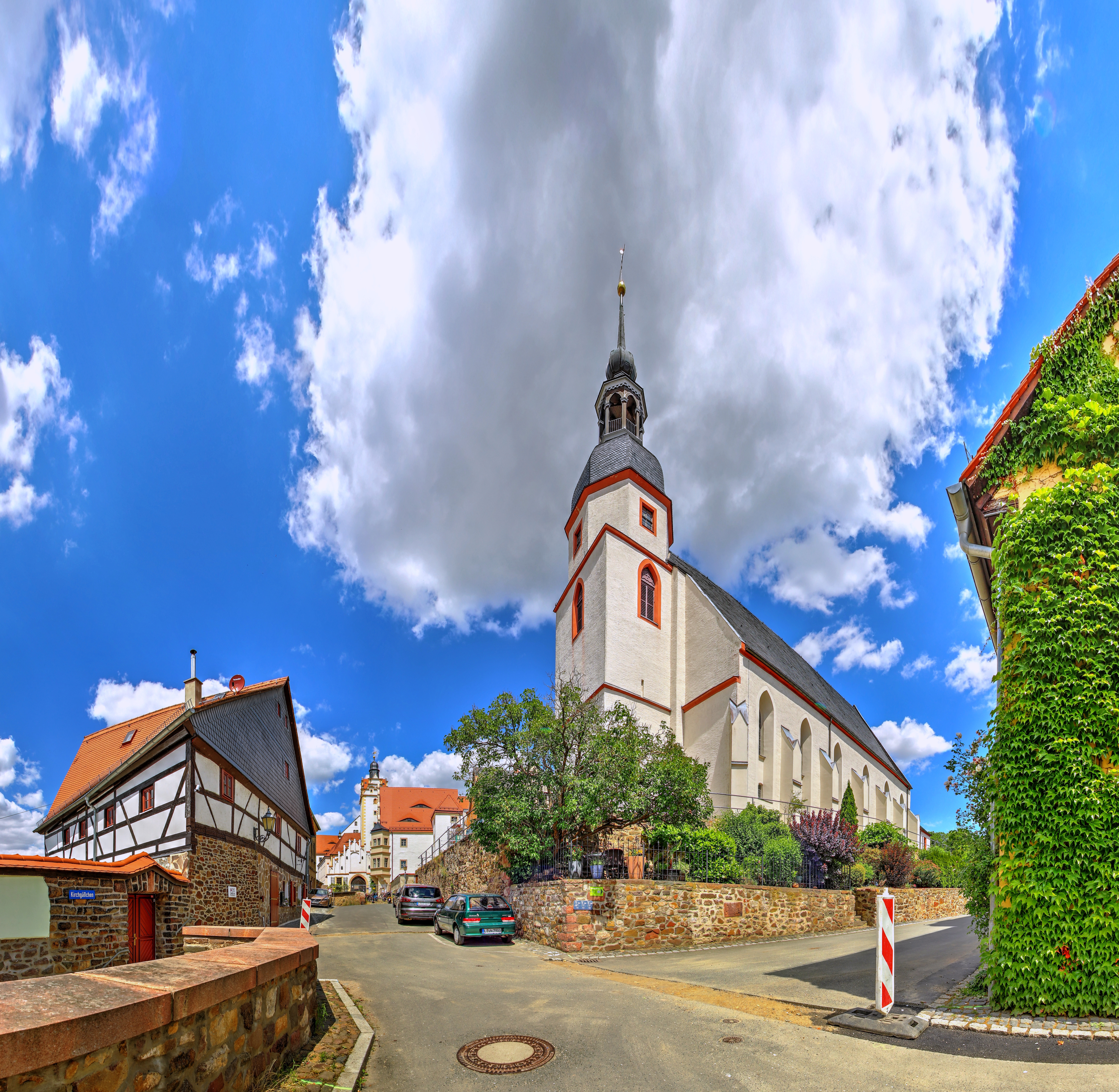
Panorama: Stadtkirche und links: Schloss und Fachwerkhaus (2022)

## Ausstattung
Der Altar ist ein Werk von 1598 mit einer Darstellung der Auferstehung des Cranachschülers Zacharias Wehme aus Dresden, die zwei Alabasterreliefs mit Geburt und Taufe von Michael Grünberger werden heute im Pfarrarchiv aufbewahrt. Die Darstellung der Heiligen Dreieinigkeit darüber stammt von einem anderen Künstler und wurde wenig später geschaffen, der Rahmen aus dem Jahr 1931. Die Porphyrtaufe aus dem 17. Jahrhundert kam aus der Augustinerkirche in Grimma hierher. Ein künstlerisch wertvoller, überlebensgroßer, gefasster Kruzifixus stammt vom Ende des 15. Jahrhunderts. Im Chor erinnern zwei Porphyrtafeln an die Kurfürstin Sophie von Sachsen, welche den Umbau des Saales in den Jahren 1595/96 veranlasste, jeweils mit dem Brandenburgischen und dem kursächsischen Wappen. Ein Gemälde mit einer zeitgenössischen Darstellung des Hofpredigers Johann Schreckenfuchs stammt aus der Zeit um 1600. 
Eine Gedenktafel in der Vorhalle erinnert an den Freund Martin Luthers, Wenzeslaus Linck, der aus Colditz stammte und hier die Schule besuchte.

## Orgel
Die Orgel ist ein Werk von Wilhelm Eduard Schmeisser aus den Jahren 1876/1877 mit 22 Registern auf zwei Manualen und Pedal. Sie wurde auf 30 Register erweitert.
| I Hauptwerk C–a3 |        |
| Bordun           | 16′    |
| Prinzipal        | 8′     |
| Rohrflöte        | 8′     |
| Hohlflöte        | 8′     |
| Gamba            | 8′     |
| Gemshorn         | 4′     |
| Oktave           | 4′     |
| Quinte           | 2 ⁄3′  |
| Schwiegel        | 2′     |
| Mixtur 4-fach    |        |
| Terz             | 1 3⁄5′ |

| II Oberwerk C–a3   |       |
| Gedackt            | 16′   |
| Geigenprinzipal    | 8′    |
| Salicional         | 8′    |
| Gedackt            | 8′    |
| Oktave             | 4′    |
| Querflöte          | 4′    |
| Oktave             | 2′    |
| Quinte             | 1 ⁄3′ |
| Sifflöte           | 1′    |
| Sesquialter 2-fach |       |
| Zimbel 3-fach      |       |
| Trompete           | 8′    |

| Pedalwerk C–f1 |     |
| Prinzipalbass  | 16′ |
| Subbaß         | 16′ |
| Gedacktbass    | 16′ |
| Oktavbaß       | 8′  |
| Choralbass     | 2′  |
| Oktavbass      | 4′  |
| Posaune        | 16′ |

| Koppeln          |       |
| Manualkoppel     | I-II  |
| Pedalkoppel 1    | P-I   |
| Pedalkoppel 2    | P-II  |
| Oberoktavkoppel  | I-II  |
| Oberoktavkoppel  | II-II |
| Unteroktavkoppel | I-II  |
| Unteroktavkoppel | II-II |

### Spielhilfen
Die Orgel verfügt über zwei Freie Kombinationen, eine Walze, vier voreingestellte Registrierungen: (P, F, FF, Tutti), einen Registerabsteller, einen Koppelabsteller, Autopedal und einen Rohrschweller.